# 小行星7920
小行星7920（英語：7920）是一颗围绕太阳公转的小行星。1981年12月3日，紫金山天文台在南京发现了此天体。
这颗小行星的绝对星等为173.52833等。